# Kévin Firmin
Pour les articles homonymes, voir Firmin.

a Compétitions nationales et continentales officielles uniquement.

b Matchs officiels uniquement.
Dernière mise à jour le 20 janvier 2025.
Kévin Firmin, né le 20 avril 1992 à Marseille, est un joueur français de rugby à XV qui évolue au poste de talonneur.

## Biographie
Kévin Firmin naît à Marseille mais grandit en Normandie. Très jeune, il pratique à la fois le football et le rugby à XV. Il se concentre sur le ballon ovale avec l'école de rugby du Stade caennais vers l'âge de 13 ans, avant d'intégrer le pôle espoirs de Tours en parallèle de l'US Joué-lès-Tours pendant deux saisons,. Pilier droit de formation, il est repositionné au poste de talonneur
Firmin rejoint ensuite le Stade toulousain en catégorie espoir ; il évolue entre-temps avec les équipes de jeunes de l'équipe de France, avec les moins de 18 ans, puis les moins de 19 ans pendant la saison 2010-2011,, ainsi qu'au pôle espoirs du Centre national du rugby. Après quatre saisons avec le club toulousain où il dispute son premier match professionnel, il rejoint la Section paloise en 2014. Au terme de sa première saison, Firmin n'est pas conservé par le club béarnais alors promu en Top 14, et se retrouve sans club pour la saison 2015-2016.
Il signe alors un contrat avec l'US seynoise en Fédérale 1 ; il rejoint finalement l'US Dax, repêchée en Pro D2 en fin d'intersaison, où il paraphe son premier contrat professionnel.
En fin de contrat, il est recruté à l'intersaison 2017 par le Castres olympique pour deux saisons, afin de compenser le départ de Brice Mach. Entré en cours de jeu lors de la finale du Top 14, il est sacré champion de France 2018. Il prolonge dès le mois de septembre 2018 et est alors lié au club castrais jusqu'en 2021.
En fin de contrat, il quitte le Tarn avec effet immédiat fin avril 2021 et rejoint l'US Montauban en Pro D2 en tant que joueur supplémentaire pour la fin de la saison, avant d'officialiser un mois plus tard sa signature pour la saison suivante. Il prolonge son contrat pour deux saisons supplémentaires en mai 2023, puis à nouveau en janvier 2025. Après une qualification en phase finale, le club tarn-et-garonnais décroche son accession en Top 14 malgré sa 6e place, s'imposant en déplacement lors du barrage et de la demi-finale puis contre le première de la phase régulière en finale, le FC Grenoble, en finale.

## Palmarès
- Championnat de France de 1re division :
  - Champion : 2018 avec le Castres olympique.
- Championnat de France de 2e division :
  - Champion : 2015 avec la Section paloise, 2025 avec l'US Montauban[note 1].